# Lucien Besset
Pour les articles homonymes, voir Besset (homonymie).

a Compétitions nationales et continentales officielles uniquement.

b Matchs officiels uniquement.
Lucien Besset, né le 4 janvier 1892 dans le 10e arrondissement de Paris (France) et mort le 22 avril 1975 dans le 12e arrondissement de Paris (France), est un joueur international française de rugby à XV et homme politique français, député de la Seine de 1928 à 1936.

## Biographie
Lucien Besset effectue ses premières apparitions avec l'équipe première du SCUF en 1912. Mesurant 1,68 m pour 66 kg, il évolue à l'ouverture et parfois au centre. Il participe à la très bonne saison du SCUF et emmène le club à sa deuxième finale du championnat de France le 20 avril 1913 à Colombes face à l'Aviron bayonnais. Les Basques l'emportent 31 à 8,.
La saison suivante est moins réussie pour son club, mais Lucien Besset connait ses premières sélections en équipe de France au centre. La première a lieu le 2 mars 1914 à Swansea où le pays de Galles bat la France 31 à 0. Malgré la défaite du XV de France, le Sporting Life affirme : « Si l'équipe de France avait plus de trois-quarts de la trempe de Besset, elle deviendrait l'une des meilleures. » Sa seconde et dernière sélection se passe le 13 avril 1914 à Colombes face à l'Angleterre. Les Anglais l'emportent 39 à 13. Les Français marquent trois essais et Besset en transforme deux. Le journal L'Auto relate : « Besset a fait une véritable exhibition, il défend solidement, il attaque vite, démarre sec, perce, feinte et passe à propos, impeccablement. » Il est sur le chemin d'une carrière sportive prometteuse. Cependant, pour raison de guerre, la rencontre internationale suivante ne se déroule que le 1er janvier 1920. Des 30 participants de ce France-Angleterre, 11 disparaissent dans ce suicide de l'Europe.
À l'issue de la Première Guerre mondiale où il est combattant, Lucien Besset revient au club et joue jusqu'en 1922. Il se lance ensuite dans une carrière politique avec le Parti radical indépendant (PRI). Il est député du 11e arrondissement de Paris de 1928 à 1936. Il est également président de la Commission des Armées et secrétaire de la Chambre des députés. Membre de la Résistance pendant la Seconde Guerre mondiale, il est fait commandeur de la Légion d'honneur. Il reconstitue alors le PRI qui rejoint le Rassemblement des gauches républicaines.
Sa carrière ne l'empêche pas de rester fidèle au SCUF, dont il prend la présidence de l'omnisport de 1961 à 1967. Il reçoit la médaille d'or du SCUF en 1964.

## Palmarès

### En club
- Finaliste du Championnat de France en 1913 avec le SCUF.
- Finaliste du Championnat de Paris en 1914 avec le SCUF.

### Distinctions personnelles
- Commandeur de la Légion d'honneur (1936)

## Sources
- « Lucien Besset », dans le Dictionnaire des parlementaires français (1889-1940), sous la direction de Jean Jolly, PUF, 1960 [détail de l’édition]